# Anine Bing
Anine Bing (Kongens Lyngby, 30 novembre 1982) è una modella e cantante danese.

## Carriera
Nata in Danimarca, ma cresciuta in Svezia Anine Bing è attualmente rappresentata dalle agenzie di moda Place Model Management di Amburgo, VMG Models di Göteborg e Stockholmsgruppen Models di Stoccolma. Nel corso della propria carriera, la Bing è apparsa sulla copertina di Café Magazine per tre volte. Inoltre è apparsa anche su Moore Magazine e Slitz, ed è stata la testimonial delle campagne pubblicitarie di Message, Ragno, e Stadium e per il catalogo Ellos.
Nel 2002, dalla città di Birmingham è stato bandito un cartellone pubblicitario che ritraeva la Bing, perché ritenuta una distrazione troppo rischiosa per la circolazione stradale. Il cartellone faceva parte la campagna pubblicitaria "For Play" dell'azienda di abbigliamento italiana Ellesse, che si è dichiarata d'accordo con la decisione. Anine Bing ha di recente iniziato a lavorare insieme a John Baxter e Igemar Aberg alla produzione del suo primo album, che sarà pubblicato dalla Audepop Music.

## Agenzie
- Place Model Management
- Stockholmsgruppen Models
- VMG models